# 多田駅 (兵庫県)
多田駅（ただえき）は、兵庫県川西市東多田三丁目にある能勢電鉄妙見線の駅。駅番号はNS06。

## 歴史
開通から1960年代まで、路線は当駅の北側付近まで国道173号との併用軌道となっていたが、当駅は路上から東側に外れた専用軌道上に設置されていた。当駅は少なくともボギー車導入以降には交換設備を有していたが、1966年ごろに撤去された。その後国道は移設され、その跡地を利用して当駅付近の複線化・専用軌道化が行われた。また、複線化までは駅の東側に留置線があった。

### 年表
- 1913年（大正2年）4月13日：開業[1]。
- 1952年（昭和27年）6月8日：現在地に移転[6]。
- 1966年（昭和41年）12月15日：3両分にホーム延伸[6]。
- 1968年（昭和43年）11月28日：新設した上りホームを使用開始[7]。
- 1969年（昭和44年）10月5日：複線化に伴い駅改良[6]。
- 2010年（平成22年）12月21日：駅のバリアフリー化工事が竣工[8][9]。

## 駅構造
相対式2面2線のホームを持つ地上駅。
改札などは全て平野方面行き（下り）ホームの北側に設置されている。両ホームの行き来は駅北側にある構内踏切を利用する。ホームは大型車6両分にまで延長されていたが、2010年のバリアフリー化工事により山下方面行きホームの有効長は5両程度に短縮された。現在の停車列車はすべて4連であるため、列車は改札のある北寄りに停車する。両ホームの中ほどの位置に待合室が設置されている。
妙見線の中で上位に入る乗降客数があるが、駅舎は昔からの狭い物が使われ続けている。券売機の横の自販機が置かれている場所には、以前駅業務を兼任していた売店があった。トイレは改札口から構内踏切を渡った所に設置されている。

### のりば
|      | 路線    | 行先                       |
| ---- | ------- | -------------------------- |
| 西側 | ■妙見線 | 山下・妙見口・日生中央方面 |
| 東側 | ■妙見線 | 川西能勢口・宝塚・梅田方面 |

※のりば番号は設定されていない。

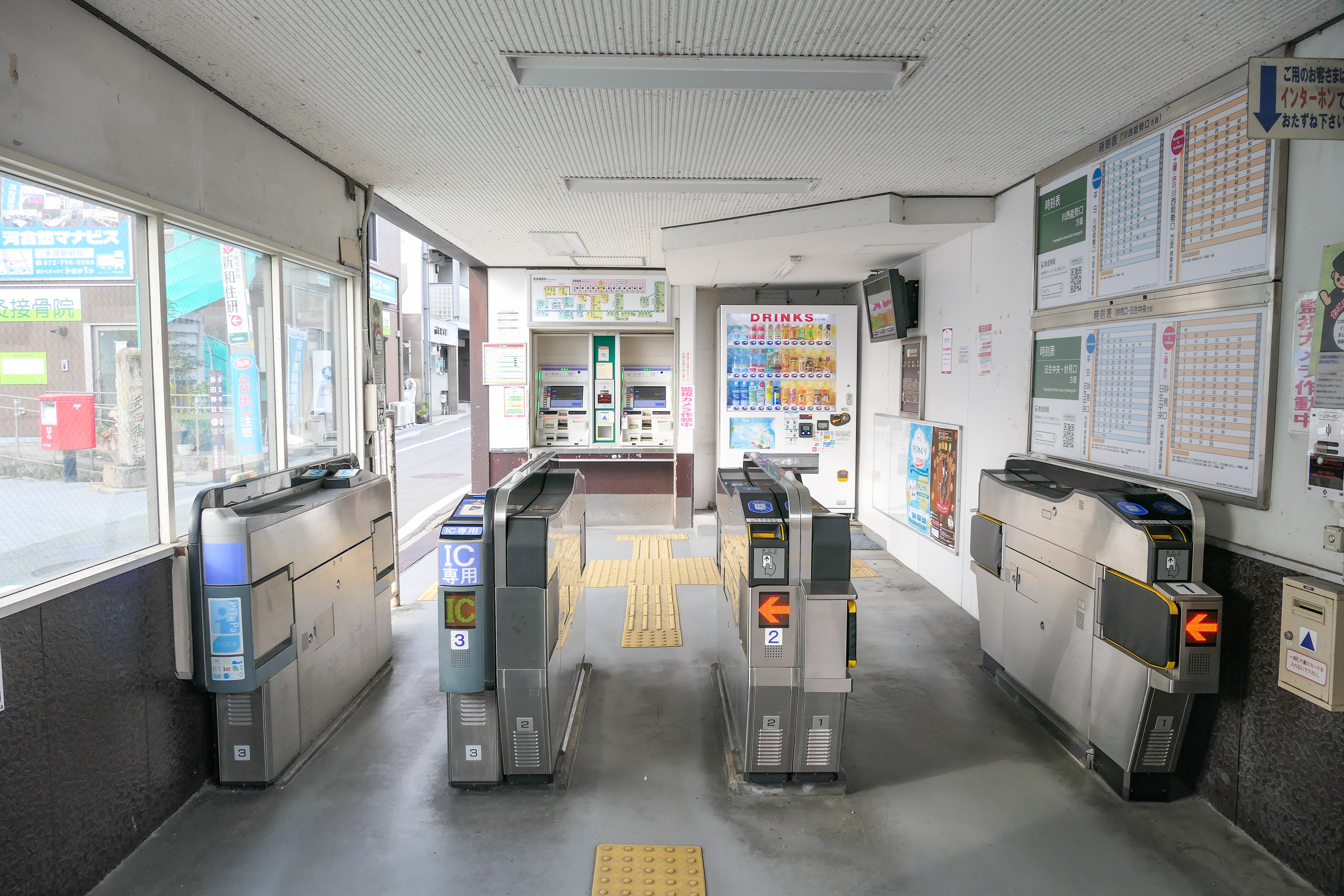
改札口
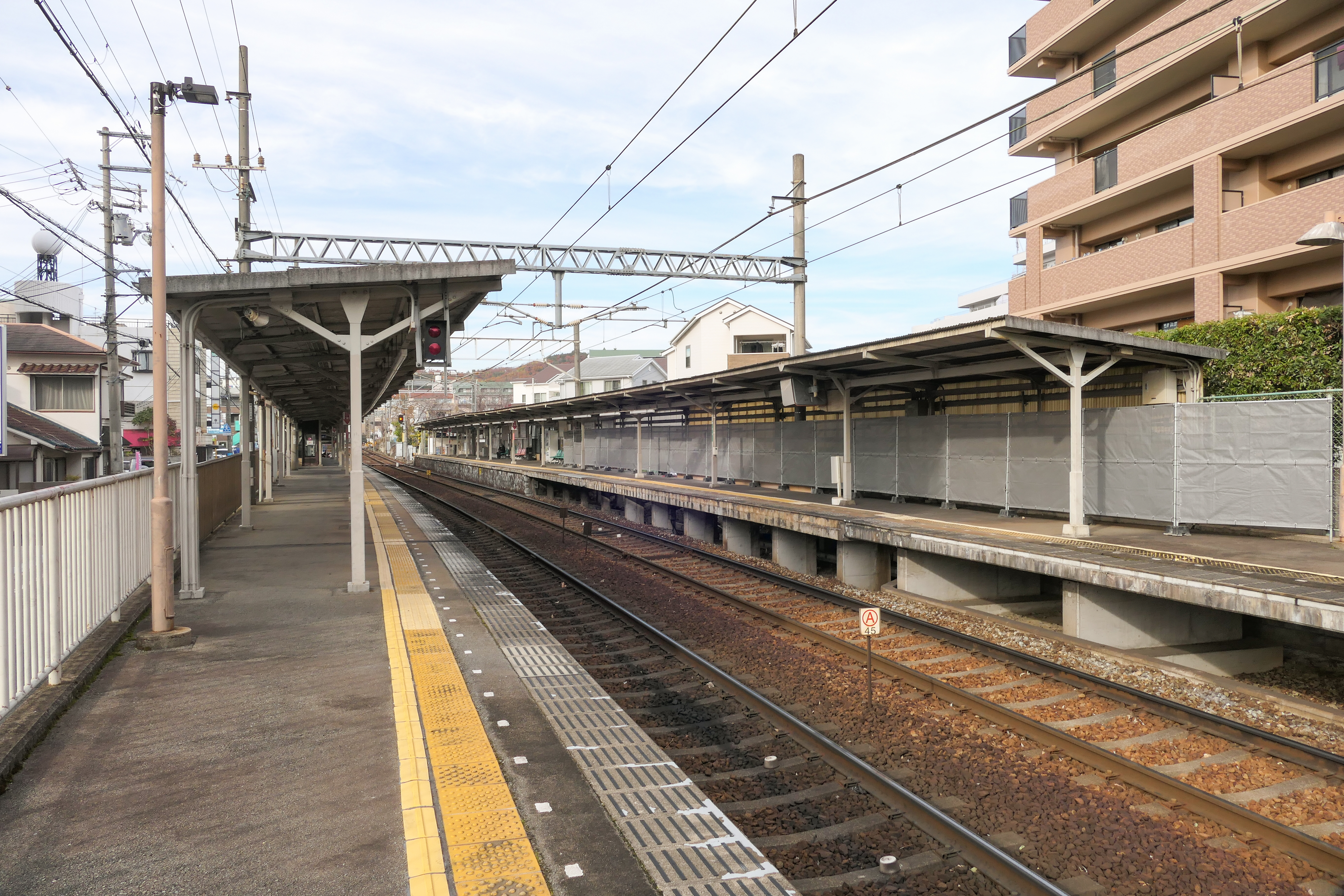
ホーム
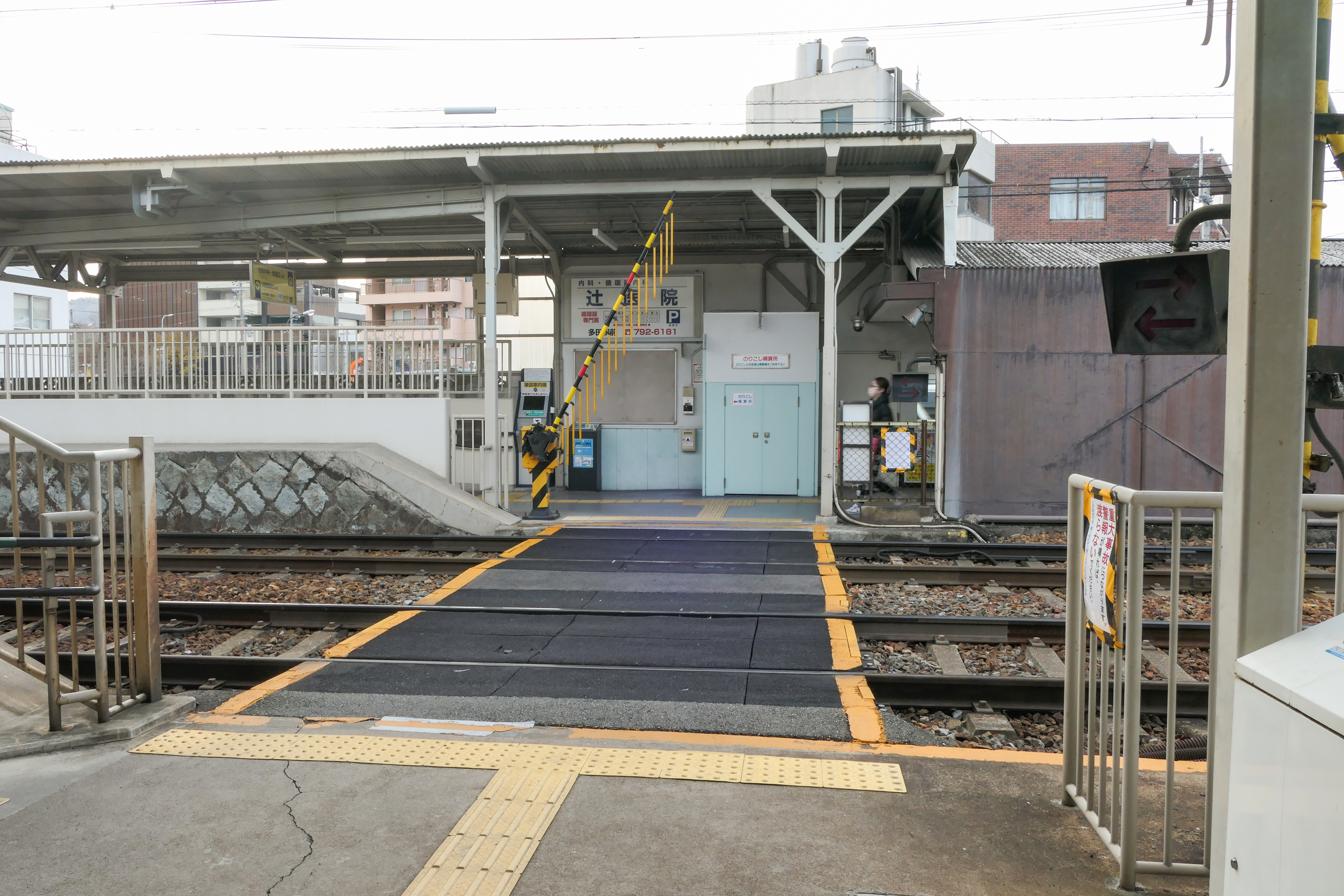
構内踏切
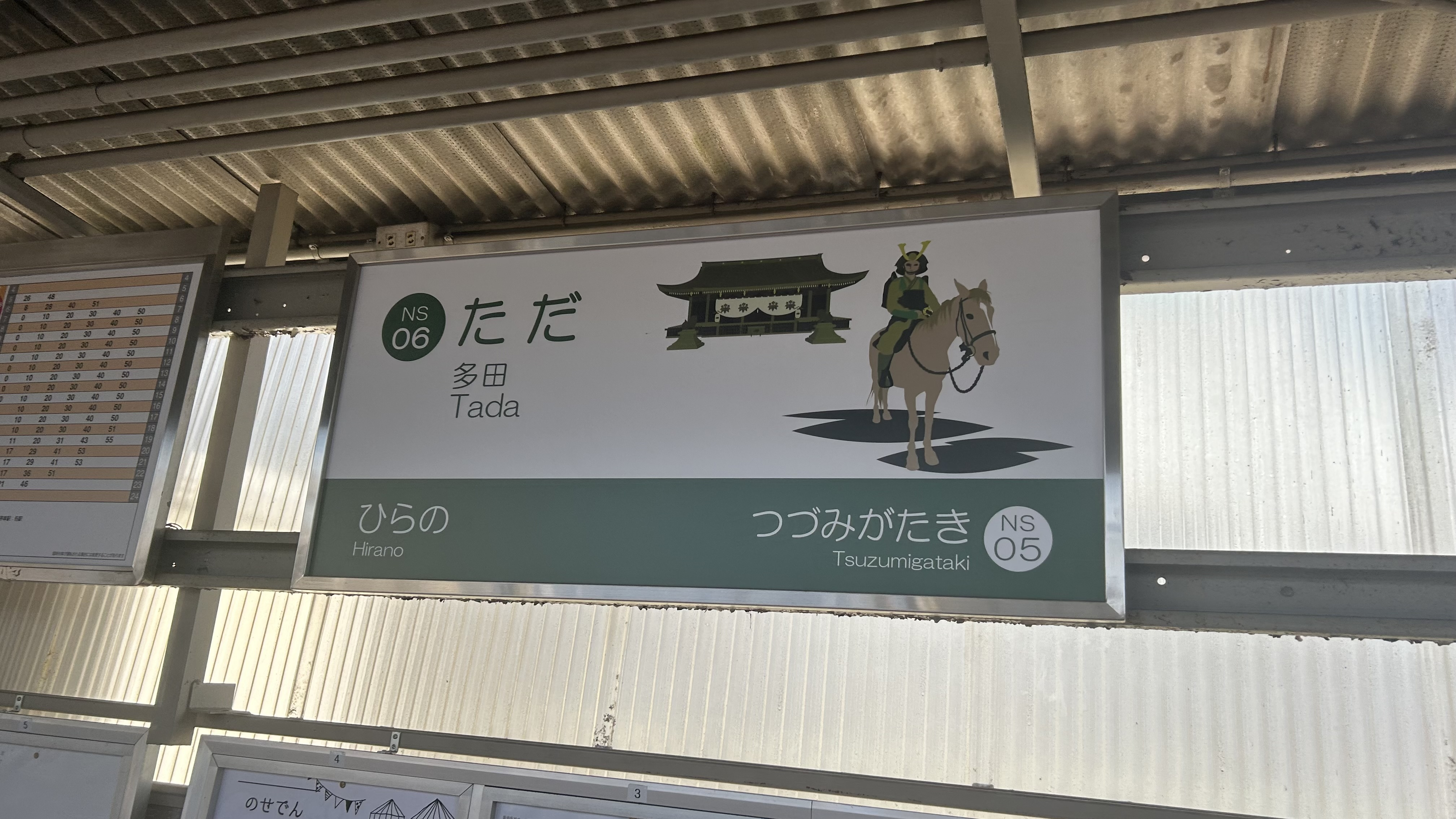
駅名標

## 利用状況
川西市統計年鑑によると、1日の平均乗車人員ならびに乗降人員は以下の通りである。能勢電鉄の特急「日生エクスプレス」が通過する駅の中では、最も利用が多い。
| 年度   | 1日平均 乗車人員 | １日平均 乗降人員 |
| ------ | ---------------- | ----------------- |
| 2013年 | 3,868            |                   |
| 2014年 | 3,844            |                   |
| 2015年 | 3,700            |                   |
| 2016年 | 3,717            |                   |
| 2017年 | 3,606            |                   |
| 2018年 | 3,572            |                   |
| 2019年 | 3,714            | 7,271             |
| 2020年 | 3,116            | 6,063             |
| 2021年 | 3,060            | 5,974             |
| 2022年 | 3,159            | 6,157             |
| 2023年 | 3,303            | 6,437             |

## 駅周辺
「多田」という地名の起こりは、源満仲がこの地で開いた新田から「多田」となったという説が有力だが、それ以前に「田田邑（ただのむら）」と呼ばれていたという古文書の記述がありそこから転じたという説、近くにある「多太神社」（たぶとじんじゃ、多田神社とは別。平野駅から南西約500m）から来たという説など諸説ある。
かつては当地に日本ベーリンガーインゲルハイムの本社・研究所があったが、同社は2008年4月に本社機能を東京に移転し、同年11月には研究所を神戸ポートアイランドに移転した。残された旧社屋や研究施設は東洋ゴム（現・TOYO TIRE）が設備ごと43億円で買い取り、東洋ゴム研究開発センターとなっている。
- イズミヤ多田店
- イオンタウン川西店
- 国道173号
- 兵庫県道130号多田停車場多田院線
- 新田城跡

以下の場所は駅から1キロメートル以上離れている。
- 多田神社 - 清和源氏武士団発祥の地。
- ダイハツ工業 多田工場

## 隣の駅
能勢電鉄
妙見線
■特急「日生エクスプレス」
通過
■普通
鼓滝駅 (NS05) - 多田駅 (NS06) - 平野駅 (NS07)